# Municipio de Roaring Creek (Pensilvania)
El municipio de Roaring Creek (en inglés: Roaring Creek Township) es un municipio ubicado en el condado de Columbia en el estado estadounidense de Pensilvania. En el año 2000 tenía una población de 495 habitantes y una densidad poblacional de 8,1 personas por km².

## Geografía
El municipio de Roaring Creek se encuentra ubicado en las coordenadas 40°55′00″N 76°22′35″O / 40.91667, -76.37639.

## Demografía
Según la Oficina del Censo en 2000 los ingresos medios por hogar en la localidad eran de $40 625 y los ingresos medios por familia eran de $43 125. Los hombres tenían unos ingresos medios de $35 795 frente a los $22 250 para las mujeres. La renta per cápita de la localidad era de $21 725. Alrededor del 9,7% de la población estaba por debajo del umbral de pobreza.